# Kreis Stollberg
| Basisdaten                                    | Basisdaten                          |
| --------------------------------------------- | ----------------------------------- |
| Bezirk der DDR                                | Karl-Marx-Stadt                     |
| Kreisstadt                                    | Stollberg                           |
| Fläche                                        | 196 km² (1989)                      |
| Einwohner                                     | 77.460 (1989)                       |
| Bevölkerungsdichte                            | 395 Einwohner/km² (1989)            |
| Kfz-Kennzeichen                               | T, X (1953–1990) TV, XV (1974–1990) |
|                                               |                                     |
| Der Kreis Stollberg im Bezirk Karl-Marx-Stadt |                                     |

Der Kreis Stollberg war ein Landkreis im Bezirk Karl-Marx-Stadt der DDR. Ab 1990 bestand er als Landkreis Stollberg im Freistaat Sachsen fort. Sein Gebiet liegt heute im Erzgebirgskreis in Sachsen. Der Sitz der Kreisverwaltung befand sich in Stollberg.

## Geographie

### Lage
Der Kreis Stollberg lag am nördlichen Rand des Erzgebirges und wurde von der Würschnitz durchflossen.

### Nachbarkreise
Der Kreis Stollberg grenzte im Uhrzeigersinn im Nordwesten beginnend an die Kreise Hohenstein-Ernstthal, Karl-Marx-Stadt-Land (bis 1953 und ab 1990 Chemnitz-Land), Zschopau, Annaberg, Aue und Zwickau-Land.

## Geschichte
1910 war im Königreich Sachsen die Amtshauptmannschaft Stollberg eingerichtet worden, die 1939 in Landkreis Stollberg umbenannt wurde. Der Landkreis Stollberg gehörte nach 1945 zum Land Sachsen und somit seit 1949 zur DDR. Bei der ersten Gebietsreform in der DDR wurde der Landkreis zum 1. Juli 1950 aufgelöst und auf die Landkreise Aue, Chemnitz und Zwickau aufgeteilt.
Am 25. Juli 1952 kam es in der DDR zu einer weiteren umfassenden Verwaltungsreform, bei der unter anderem die Länder ihre Bedeutung verloren und neue Bezirke gebildet wurden. Aus Teilen der alten Landkreise Aue, Chemnitz und Zwickau wurde der neue Kreis Stollberg gebildet, der dem neugebildeten Bezirk Chemnitz (ab 1953 Bezirk Karl-Marx-Stadt) zugeordnet wurde. Der Kreissitz war in der Stadt Stollberg. Der Kreis Stollberg war einer der am dichtesten besiedelten Kreise der DDR. 
Folgende Gemeinden gehörten ab dem 25. Juli 1952 dem Kreis Stollberg an:
- 3 Gemeinden vom alten Landkreis Aue:

Beutha, Gablenz und Oberdorf
- 14 Gemeinden vom alten Landkreis Chemnitz:

Auerbach, Brünlos, Dorfchemnitz, Gornsdorf, Günsdorf, Hormersdorf, Jahnsdorf/Erzgeb., Leukersdorf, Meinersdorf, Niederdorf, Pfaffenhain, Stollberg/Erzgeb. (Stadt), Thalheim/Erzgeb. (Stadt) und Ursprung
- 6 Gemeinden vom alten Landkreis Zwickau:

Erlbach, Lugau (Stadt), Niederwürschnitz, Neuwürschnitz, Oelsnitz/Erzgeb. (Stadt) und Raum.
Bei einer nachträglichen Korrektur der neuen Kreiseinteilung am 4. Dezember 1952 kam auch noch die Gemeinde Hohndorf aus dem Kreis Hohenstein-Ernstthal zum Kreis Stollberg.
Sämtliche Gemeindegebietsveränderungen erfolgten noch in der DDR:
- 1. Januar 1957 Zusammenschluss von Erlbach mit dem Lugauer Stadtteil Kirchberg zur Gemeinde Erlbach-Kirchberg
- 1. Januar 1974 Eingemeindung von Gablenz und Oberdorf in die Stadt Stollberg/Erzgeb.
- 1. Januar 1974 Eingemeindung von Günsdorf in Hormersdorf
- 1. Januar 1974 Eingemeindung von Pfaffenhain in Leukersdorf/Erzgeb.
- 1. Januar 1974 Eingemeindung von Raum in Beutha

Am 17. Mai 1990 wurde der Kreis in Landkreis Stollberg umbenannt. Anlässlich der Wiedervereinigung der beiden deutschen Staaten wurde der Landkreis im Oktober 1990 dem wiedergegründeten Land Sachsen zugesprochen. Nachdem der Landkreis Stollberg zunächst bei der ersten sächsischen Kreisreform, die am 1. August 1994 wirksam wurde, um Teile der Landkreise Chemnitz und Aue erweitert wurde, ging er bei der zweiten sächsischen Kreisreform, die am 1. August 2008 in Kraft trat, im neuen Erzgebirgskreis auf.

### Einwohnerentwicklung
| Jahr      | 1960   | 1971   | 1981   | 1989   |
| Einwohner | 99.212 | 92.984 | 83.539 | 77.460 |

## Wirtschaft
Bedeutende Betriebe waren unter anderem:
- VEB Robotron-REMA Stollberg
- VEB Schilderwerk Beutha
- VEB Steinkohlenwerk Oelsnitz/Erzgeb.
- VEB Strumpfkombinat ESDA Thalheim
- VEB Stollberger Textilfabriken (Stotex)
- VEB Blechformwerk Stollberg

## Verkehr
Durch die Autobahn Plauen–Karl-Marx-Stadt war der Kreis an das Autobahnnetz der DDR angeschlossen. Dem überregionalen Straßenverkehr dienten außerdem die F 169 von Aue über Stollberg nach Karl-Marx-Stadt sowie die F 180 von Frankenberg über Stollberg nach Altenburg.
Das Kreisgebiet wurde von den Eisenbahnstrecken Stollberg–St. Egidien, Neuoelsnitz–Wüstenbrand, Zwönitz–Stollberg–Karl-Marx-Stadt und Aue–Thalheim–Karl-Marx-Stadt erschlossen.

## Bevölkerungsdaten
Bevölkerungsübersicht aller 19 Gemeinden des Kreises, die 1990 in das wiedergegründete Land Sachsen kamen.
| AGS      | Gemeinde                 | Einwohner       | Einwohner         | Fläche (ha)       |
| AGS      | Gemeinde                 | 3. Oktober 1990 | 31. Dezember 1990 | 31. Dezember 1990 |
| 14051010 | Auerbach                 | 3 535           | 3 501             | 826               |
| 14051020 | Beutha                   | 941             | 932               | 814               |
| 14051030 | Brünlos                  | 1 356           | 1 332             | 737               |
| 14051040 | Dorfchemnitz             | 1 532           | 1 507             | 874               |
| 14051050 | Erlbach-Kirchberg        | 1 132           | 1 122             | 1 200             |
| 14051070 | Gornsdorf                | 2 401           | 2 392             | 419               |
| 14051090 | Hohndorf                 | 4 298           | 4 257             | 526               |
| 14051100 | Hormersdorf              | 1 860           | 1 851             | 1 382             |
| 14051110 | Jahnsdorf/Erzgeb.        | 2 763           | 2 744             | 1 054             |
| 14051120 | Leukersdorf              | 2 333           | 2 306             | 1 556             |
| 14051130 | Lugau, Stadt             | 9 637           | 9 547             | 632               |
| 14051140 | Meinersdorf              | 1 654           | 1 656             | 487               |
| 14051150 | Neuwürschnitz            | 3 089           | 3 039             | 657               |
| 14051160 | Niederdorf               | 1 287           | 1 278             | 1 302             |
| 14051170 | Niederwürschnitz         | 3 615           | 3 557             | 606               |
| 14051190 | Oelsnitz/Erzgeb., Stadt  | 11 588          | 11 448            | 1 977             |
| 14051220 | Stollberg/Erzgeb., Stadt | 13 492          | 13 777            | 3 068             |
| 14051230 | Thalheim/Erzgeb., Stadt  | 9 172           | 9 038             | 1 092             |
| 14051240 | Ursprung                 | 605             | 591               | 385               |
| 14051000 | Landkreis Stollberg      | 76 290          | 75 875            | 19 593            |

## Kfz-Kennzeichen
Den Kraftfahrzeugen (mit Ausnahme der Motorräder) und Anhängern wurden von etwa von etwa 1974 bis Ende 1990 dreibuchstabige Unterscheidungszeichen, die mit den Buchstabenpaaren TV und XV begannen, zugewiesen. Die letzte für Motorräder genutzte Kennzeichenserie war XF 60-01 bis XF 99-99.
Anfang 1991 erhielt der Landkreis das Unterscheidungszeichen STL.